# Dąbie (Wola Brzostecka)
Dąbie – część wsi Wola Brzostecka w Polsce, położona w województwie podkarpackim, w powiecie dębickim, w gminie Brzostek.
W latach 1975–1998 miejscowość administracyjnie należała do województwa tarnowskiego.